# 25e gala Québec Cinéma
Le 25e gala Québec Cinéma a lieu le 10 décembre 2023 pour honorer les réalisations du cinéma québécois sorties entre le 6 mars 2022 et le 31 août 2023,.
Le gala en direct est diffusé sur Noovo plusieurs mois après que Radio-Canada ait décidé de l'abandonner sous prétexte d'un manque d'intérêt du public pour cette émission. Le 7 août, il est annoncé que l'humoriste Jay Du Temple animera le gala.
Les nominations sont annoncées le 14 novembre. Viking de Stéphane Lafleur domine avec dix-huit nominations.
Lors du Gala, Maxime Le Flaguais et Marc-André Grondin montent sur scène pour annoncer que le Prix du public a été renommé le prix Michel-Côté, en hommage à l'acteur, mort plus tôt dans l'année. Ce prix est remporté par le film Les Hommes de ma mère d'Anik Jean.
Le film Viking est récompensé de onze prix dont celui du meilleur film.

## Palmarès
Source : Québec Cinéma
| Meilleur film | Meilleure réalisation |
| --- | --- |
| - Viking — Stéphane Lafleur - Arsenault et Fils — Rafaël Ouellet - Babysitter — Monia Chokri - Falcon Lake — Charlotte Le Bon - Le Plongeur — Francis Leclerc - Les Chambres rouges — Pascal Plante - Noémie dit oui — Geneviève Albert | - Stéphane Lafleur, Viking - Francis Leclerc, Le Plongeur - Monia Chokri, Babysitter - Pascal Plante, Les Chambres rouges - Rafaël Ouellet, Arsenault et Fils |
| Meilleur acteur | Meilleure actrice |
| - Steve Laplante pour le rôle de John dans Viking - Guillaume Cyr pour le rôle d'Adam dans Arsenault et Fils - Henri Picard pour le rôle de Stéphane dans Le Plongeur - Luc Picard pour le rôle de Gérald Gallant dans Confessions - Patrick Hivon pour le rôle de Cédric dans Babysitter                                                                      | - Kelly Depeault pour le rôle de Noémie dans Noémie dit oui - Hélène Florent pour le rôle de Rose Lemay dans Une femme respectable - Larissa Corriveau pour le rôle de Steven dans Viking - Léane Labrèche-Dor pour le rôle d'Elsie dans Les Hommes de ma mère - Sara Montpetit pour le rôle de Chloé dans Falcon Lake |
| Meilleur acteur de soutien | Meilleure actrice de soutien |
| - Charles-Aubey Houde pour le rôle de Bébert dans Le Plongeur - Denis Houle pour le rôle de Liz dans Viking - Guy Nadon pour le rôle de Me Jean-Pierre Genin dans Le Temps d'un été - Maxime de Cotret pour le rôle de Greg dans Le Plongeur - Steve Laplante pour le rôle de Jean-Michel dans Babysitter                                                      | - Laurie Babin (en) pour le rôle de Clémentine dans Les Chambres rouges - Julie Le Breton pour le rôle de Isabelle dans Tu te souviendras de moi - Nadia Tereszkiewicz pour le rôle d'Amy dans Babysitter - Ève Landry pour le rôle de Josée dans Bungalow - Élise Guilbault pour le rôle de sœur Monique dans Le Temps d'un été |
| Révélation de l'année | Meilleur scénario |
| - Juliette Gariépy pour le rôle de Kelly-Anne dans Les Chambres rouges - Emi Chicoine (en) pour le rôle de Léa dans Noémie dit oui - Fabiola Nyrva Aladin pour le rôle de Janet dans Viking - François Pérusse pour le rôle de Alain dans Niagara - Joan Hart pour le rôle de Bonnie dans Le Plongeur                                                          | - Stéphane Lafleur et Éric K. Boulianne (en) – Viking - Catherine Léger – Babysitter - Éric K. Boulianne et Francis Leclerc – Le Plongeur - Pascal Plante – Les Chambres rouges - Rafaël Ouellet – Arsenault et Fils |
| Meilleur film documentaire | Meilleur court ou moyen métrage documentaire |
| - Chère Audrey (en) (Dear Audrey) — Jeremiah Hayes (en) - Gabor (en) — Joannie Lafrenière - Géographies de la solitude (en) (Geographies of Solitude) — Jacquelyn Mills (en) - Je vous salue salope : la Misogynie au temps du numérique — Léa Clermont-Dion et Guylaine Maroist - Rojek — Zaynê Akyol                                                         | - Notes sur la mémoire et l'oubli — Amélie Hardy - Belle River — Guillaume Fournier, Samuel Matteau et Yannick Nolin - Fire-Jo-Ball (en) — Audrey Nantel-Gagnon - Oasis — Justine Martin - Zug Island (en) — Nicolas Lachapelle |
| Meilleur court ou moyen métrage de fiction | Meilleur court ou moyen métrage d'animation |
| - Invincible (en) — Vincent René-Lortie (en) - Nanitic (en) — Carol Nguyen (en) - Nuit blonde (en) — Gabrielle Demers - Pas de fantôme à la morgue — Marilyn Cooke (en) - Simo — Aziz Zoromba (en) | - Madeleine (en) — Raquel Sancinetti (en) - A Night for the Dogs (en) — Max Woodward - Harvey (en) — Janice Nadeau - Marie. Eduardo. Sophie. (en) — Thomas Corriveau - Triangle noir (en) — Marie-Noëlle Moreau Robidas |
| Meilleure direction artistique | Meilleurs costumes |
| - André-Line Beauparlant – Viking - Colombe Raby – Babysitter - Laura Nhem – Les Chambres rouges - Mathieu Lemay – Le Plongeur - Sylvie Desmarais – Bungalow | - Sophie Lefebvre (en) – Viking - Annabelle Roy et Delphine Gagné – Farador (en) - Guillaume Laflamme – Babysitter - Mariane Carter – La Cordonnière - Sophie Lefebvre – Une femme respectable |
| Meilleure direction de la photographie | Meilleure direction de la photographie d'un film documentaire |
| - Sara Mishara – Viking - Josée Deshaies – Babysitter - Kristof Brandl (en) – Falcon Lake - Steve Asselin – Le Plongeur - Vincent Biron (en) – Les Chambres rouges | - Jacquelyn Mills (en) – Géographies de la solitude (en) (Geographies of Solitude) - Geoffroy Beauchemin (en) - Humus (en) - Joannie Lafrenière - Gabor (en) - Maude Plante-Husaruk (en) - Au-delà des hautes vallées - Nicolas Canniccioni (en) et Arshia Shakiba - Rojek |
| Meilleur montage | Meilleur montage d'un film documentaire |
| - Sophie Leblond – Viking - Isabelle Malenfant (en) – Le Plongeur - Jonah Malak (en) – Les Chambres rouges - Myriam Magassouba (en) – Arsenault et Fils - Pauline Gaillard – Babysitter | - Jeremiah Hayes (en) – Chère Audrey (en) (Dear Audrey) - Emmanuelle Lane – Gabor (en) - Jacquelyn Mills (en) – Géographies de la solitude (en) (Geographies of Solitude) - Mathieu Bouchard-Malo (en) - Rojek - Oana Suteu Khintirian (en) - Au-delà du papier (en) |
| Meilleure musique originale | Meilleure musique originale d'un film documentaire |
| - Daniel Bélanger – Confessions - Christophe Lamarche-Ledoux et Mathieu Charbonneau – Viking - Dominique Plante (en) – Les Chambres rouges - Martin Léon – Tu te souviendras de moi - Viviane Audet, Robin-Joël Cool (en) et Alexis Martin (en) – Arsenault et Fils                                                                                            | - Gervaise – Gabor (en) - Delphine Measroch (en) - Humus (en) - Maxime Lacoste-Lebuis (en) - Au-delà des hautes vallées - Olivier Alary et Johannes Malfatti (en) - Twice Colonized (en) - Walker Grimshaw (en) - Chère Audrey (en) (Dear Audrey) |
| Meilleur son | Meilleur son film documentaire |
| - Sylvain Bellemare, Bernard Gariépy Strobl, Pierre Bertrand – Viking - Daniel Fontaine-Bégin, Luc Boudrias, Henry Jr Godding – Arsenault et Fils - Olivier Calvert, Luc Boudrias, Yann Cleary – Le Plongeur - Olivier Calvert, Stéphane Bergeron, Martyne Morin – Les Chambres rouges - Stephen De Oliveira, Séverin Favriau, Stéphane Thiébaut – Falcon Lake | - Andreas Mendritzki et Jacquelyn Mills (en) – Géographies de la solitude (en) (Geographies of Solitude) - Catherine Van Der Donckt, Jean Paul Vialard - Au-delà du papier (en) - Jean-François Sauvé, Martin M. Messier, Bruno Pucella – 305 Bellechasse - Maxime Lacoste-Lebuis (en), Eric Shaw, Jean Paul Vialard - Au-delà des hautes vallées - Mélanie Gauthier, Jeremiah Hayes (en), Isabelle Lussier - Chère Audrey (en) (Dear Audrey) |
| Meilleure coiffure | Meilleur maquillage |
| - Richard Hansen, Réjean Forget et Johanne Hansen – La Cordonnière - André Duval (en) – Une femme respectable - Ann-Louise Landry – Babysitter - Nermin Grbic (en) – Les Chambres rouges - Vincent Dufault – Viking | - Lyne Tremblay, Faustina De Sousa, François Gauthier et Michael Loncin – Farador (en) - Adriana Verbert – Babysitter - Kathryn Casault et Bruno Gatien – Confessions - Marie Salvado – Les Chambres rouges - Marie-Josée Galibert – Viking |
| Meilleurs effets visuels | Meilleure distribution des rôles |
| - Marie-Claude Lafontaine et Simon Beaupré – Viking - Marc Hall – Babysitter - Marc Hall – La Cordonnière - Marc Hall et Alex GD – Farador (en) - Mathilde Vézina-Bouchard – Mistral spatial | - Lucie Robitaille et Dandy Thibaudeau – Viking - Annie St-Pierre (en) et Antoinette Boulat – Babysitter - Brigitte Viau – Le Plongeur - Marilou Richer – Les Chambres rouges - Nathalie Boutrie – Arsenault et Fils |
| Meilleur premier film | Prix Iris Michel-Côté (Prix du public) |
| - Falcon Lake de Charlotte Le Bon - Farador (en) de Édouard Albernhe Tremblay - Les Hommes de ma mère d'Anik Jean - Noémie dit oui de Geneviève Albert - Rodéo (en) de Joëlle Desjardins Paquette (en) | - Les Hommes de ma mère - 23 décembre (en) - Confessions - Katak, le brave béluga - Le Temps d'un été |
| Film s'étant le plus illustré à l'extérieur du Québec | Prix Iris-Hommage |
| - Falcon Lake de Charlotte Le Bon - Cette maison de Miryam Charles - Dounia et la Princesse d'Alep de Marya Zarif et André Kadi - Katak, le brave béluga de Christine Dallaire-Dupont et Nicola Lemay - Viking de Stéphane Lafleur | - Rémy Girard |